# Syrmologa chersopa
Syrmologa chersopa är en fjärilsart som beskrevs av Edward Meyrick 1919. Syrmologa chersopa ingår i släktet Syrmologa och familjen äkta malar.
Artens utbredningsområde är Guyana. Inga underarter finns listade i Catalogue of Life.